# Двенадцать дверей Мали
Двенадцать дверей Мали — владения мансы империи Мали.

## История
Двенадцать дверей Мали представляли собой двенадцать исконно мандинкских городов, которые объединились в Манден Куруфа — федерацию городов мандинка. В 1235 году после битвы при Кирине, Сундиата Кейта объединил эти города в империю Мали. Со временем эти города вместе с близлежащими территориями стали провинциями империи. Эти провинции оставались частью империи Мали с её основания до 1645 года.

## Список двенадцати дверей Мали
| Номер | Название          | Комментарии                                                                       | Прим. |
| ----- | ----------------- | --------------------------------------------------------------------------------- | ----- |
| 1     | Бамбугу           | Город был завоёван военачальником Сундиаты Кейта Факоли Коромой                   |       |
| 2     | Земли народа Бозо | Народ бозо были союзниками мандинка и хранителями воды                            | [ 1 ] |
| 3     | Джедеба           |                                                                                   |       |
| 4     | До                | Родина правящей династии Кейта (например мать Сунидаты Соголон Конде была оттуда) | [ 3 ] |
| 5     | Джало             | Город был завоёван военачальником Сундиаты Кейта Франом Камарой                   |       |
| 6     | Каниага           | Завоёван Сундиатой Кейта                                                          |       |
| 7     | Кри               |                                                                                   |       |
| 8     | Уалата            | Завоёван Сундиатой Кейта                                                          |       |
| 9     | Сиби              |                                                                                   |       |
| 10    | Табон             |                                                                                   |       |
| 11    | Торон             |                                                                                   |       |
| 12    | Загари            |                                                                                   |       |